# فوميو نوتاهارا
فوميو نوتاهارا (باليابانية: 奴田原 文雄) مواليد 20 ديسمبر 1963، هو سائق راليات ياباني بدأ مسيرته في سنة 1999. كان أول رالي له هو رالي نيوزيلندا 1999. تنافس في بطولة العالم للراليات. نافس في رالي التحدي عبر القارات.

## روابط خارجية
- فوميو نوتاهارا على موقع Rallye-info.com (الإنجليزية)
- فوميو نوتاهارا على موقع eWRC-results.com (الإنجليزية)